# تمثال فينوس المصغر

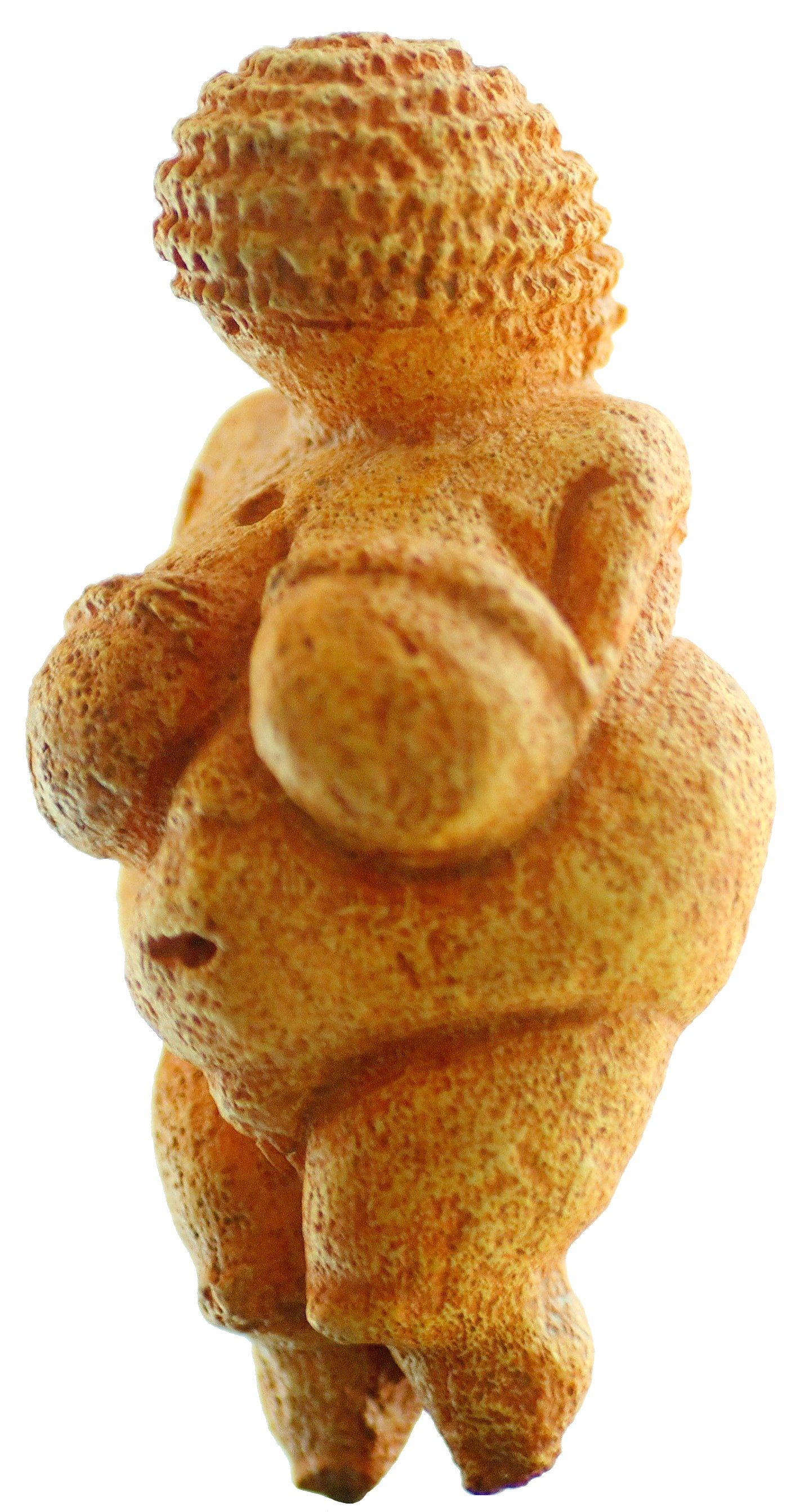
تمثال فينوس ولندروف

تمثال فينوس المصغر هو تسمية تطلق على أي تمثال من العصر الحجري القديم العلوي يصور امرأة ، على الرغم من أن تلك الصور تصور بدرجة أقل الرجال أو تماثيل غير محددة الجنس، وتلك المنحوتات التي تم تصويرها كنقوش بارزة أو محفورة على الصخر أو الحجارة كثيرا مايتم تصنيفها معا. معظم تلك التماثيل المصغرة تم اكتشافها في أوروبا، بالإضافة إلى بعض التماثيل التي تم العثور عليها في أماكن بعيدة مثل سيبيريا وفي معظم أنحاء أوراسيا وفي العديد من الثغرات، مثل البحر الأبيض المتوسط خارج إيطاليا.
معظم تلك التماثيل تعود لفترة من التاريخ الجرافيتي (منذ 26،000-21،000 عاما)، ولكن وجدت أمثلة في وقت مبكر من تمثال تم تسميته فينوس هولفلس، والتي يعود تاريخها إلى 35،000 سنة على الأقل. نحتت هذه التماثيل من الأحجار لينة (مثل الحجر الجيري، الكالسيت أو الحجر الأملس الخام)، العظم أو العاج، أو من الطين والنار. وهذه الأخيرة هي من أقدم أنواع السيراميك المعروفة.ومن المعروف أن بعض هذه التماثيل 144؛ يكون حجمها بين 3 سم و 40 سم  و هم من أقرب الأعمال الفنية إلى عصور ما قبل التاريخ.